# كيغان دانييل
كيغان دانييل (بالإنجليزية: Keegan Daniel)‏ هو لاعب اتحاد الرغبي جنوب أفريقي، ولد في 5 مارس 1985 في إيست لندن في جنوب أفريقيا.

## وصلات خارجية
- كيغان دانييل عل موقع إسبنسكروم (الإنجليزية)
- كيغان دانييل على موقع ItsRugby.co.uk (الإنجليزية)